# Nahdsch al-Balāgha

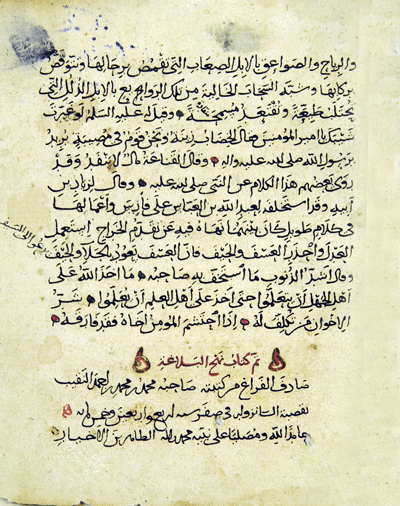
Folio aus einem alten Nahdsch al-Balāgha

Nahdsch al-Balāgha (arabisch نهج البلاغة, DMG Nahǧ al-Balāġa ‚die Methode der Beredsamkeit‘) ist ein wichtiges schiitisches Buch mit dem Charakter einer Hadithsammlung. Es enthält eine Auslese der Ansprachen, Briefe und Worte Ali ibn Abi Talibs, des Schwiegersohnes des Propheten Mohammed, vierten Kalifen und ersten Imams der Schiiten. Das Werk wurde von Scharif ar-Radi (um 970–1016) zusammengestellt, im Hinblick auf die Einzigartigkeit der Redekunst und der Rhetorik.
Es behandelt verschiedene grundlegende Themen des Islams, die heutzutage auch von politischer Relevanz für Länder wie den Iran sind, darunter beispielsweise Theologie, die Welt der Engel, die Erschaffung des Universums, die Natur des Menschen, die Stellung der Frau und wie eine gute islamische Regierung aussehen sollte.
Es ist in drei Abschnitte unterteilt. Der erste Abschnitt umfasst in der Hauptsache 241 Ansprachen (chutba) von Imam Ali, der zweite 79 Briefe von Ali an Freunde, Feinde, Stellvertreter, Regierungsbeauftragte und Militärbefehlshaber. Der dritte Abschnitt umfasst 480 Maximen.

## Ausgaben
- Abu al-Hasan Muhammad b. Musa Sayyid Radi: Nahju’l-Balágha: The Open Road of Eloquence (containing discourses attributed to Ạli), lithographed in Meshed, 1892[5]

### Übersetzungen
Das Werk wurde von Mulla Fathulla ins Persische übersetzt und von Fatima Özoğuz ins Deutsche. 2024 wurde eine neuere Übersetzung ins Deutsche von Nami Shams mit dem Titel Nahjul Balagha - Gipfel der Beredsamkeit vorgelegt (ISBN 9783759714329 - ISBN 979-8322168652).

## Belege
1. ↑  Vgl. H. Wehr: Arabisches Wörterbuch, Wiesbaden 1968, S. 65, 891.
2. ↑  Netton, Richard: Encyclopaedia of Islam. Routledge, 2007, ISBN 978-0-7007-1588-6.
3. ↑  Oxford Islamic Studies online
4. ↑  Die Islamische Kultur und Zivilisation im Laufe der Geschichte (Teil 55) (Memento vom 6. November 2012 im Internet Archive). Sendemanuskript des Rundfunks der Islamischen Republik Iran vom 21. Mai 2012.
5. ↑  Nach Dwight M. Donaldson: Shi’ite Religion (London, 1933), S. 373, dort mit der Angabe: 1073
6. ↑  Donaldson, S. 375
7. ↑  Scharif Radhi Muhammad ibn Hussain: Nahdsch-ul-Balagha. Pfad der Eloquenz. In zwei Bänden, Eslamica: Bremen, 2007. ISBN 978-3-939416-10-4)